# Comércio de indulgências

A venda de indulgências, pintura de Augsburg, cerca de 1530.

O Comércio de indulgências ou a Venda de indulgências refere-se a abusos cometidos na concessão de indulgências por membros da Igreja Católica, os primeiros registros remontam aproximadamente ao século XIII, e persistem até o XVI.

## História
Os principais registros existentes sobre os abusos cometidos na concessão de indulgências provêm de suas condenações por parte das autoridades da Igreja Católica, uma vez que a Igreja reconheceu a existência de abusos ao longo dos séculos e usou sua autoridade para corrigi-las. Os primeiros documentos de abusos explícitos nessa área remontam à correção do Quarto Concílio de Latrão (1215), que decretou que, na dedicação de um igreja a indulgência não deve ter mais de um ano, e, no aniversário da dedicação de uma igreja, ou em qualquer outro caso, ela não deve exceder 40 dias, sendo este o limite observado pelo papa em tais ocasiões. A mesma restrição foi promulgada pelo Concílio de Ravena em 1317. Isso indica, juntamente com outros registros, que durante essa época, surgiram documentos forjados e falsos, chamados de indulgências apócrifas, declarando que indulgências de caráter extraordinário teriam sido concedidas, com centenas ou mesmo milhares de anos. Apesar das restrições, os abusos cresciam consideravelmente, iniciando-se nessa época, a prática de venda de indulgências, por profissionais "perdoadores" (quaestores em latim). A pregação destes, em alguns casos era falsa, atribuindo às indulgências características muito além da doutrina oficial.
Grupos de dominicanos e franciscanos, reclamaram à Santa Sé, que certos bispos tinham colocado suas próprias restrições e condições para conceder indulgências a estas Ordens, o que fez, o Papa Clemente IV em 1268 proibir qualquer interpretação ou concessão indulgenciaria por bispos, declarando que, quando fosse necessário, ela seria dada pela Santa Sé. Em 1330 os irmãos do hospital de Haut-Pas falsamente afirmaram que a anexação de indulgências as doações feitas a seu favor, no que, o Papa João XXII apreendeu e prendeu estes grupos.
Em 1392, o Papa Bonifácio IX escreveu ao Bispo de Ferrara proibindo a prática de certos membros de ordens religiosas que falsamente alegavam que indulgências concederiam o perdão de todos os tipos de pecados.
Em 1450 o cardeal Nicolau de Cusa, Legado Apostólico para a Alemanha, encontrou alguns pregadores afirmando que as indulgências liberavam da culpa do pecado, bem como da punição. Este erro foi condenado pelo cardeal no Concílio de Magdeburg. Finalmente, Sisto IV em 1478, reservou para a Santa Sé, um grande número de casos de faculdades de concessão indulgenciaria.

## Reforma Protestante
Porém distúrbios posteriores seriam contestadas na Reforma Protestante. Em 1517 o Papa Leão X ofereceu indulgências para aqueles que dessem esmolas para reconstruir a Basílica de São Pedro em Roma. O agressivo marketing de Johann Tetzel em promover esta causa provocou Martinho Lutero a escrever suas 95 Teses (Tetzel seria inclusive punido por Leão X por seus sermões, que iam muito além de seus ensinamentos reais sobre as indulgências). Embora Lutero não negasse o direito do Papa ou da Igreja de conceder perdões e penitências, ele não acreditava que dar esmolas seria uma boa ação, mas um ato semelhante à compra das indulgências e o perdão das penas temporais.

## Reforma Católica e extinção da prática
Após as contestações protestantes, as lideranças da Igreja Católica debateram longamente sobre a natureza das indulgências, considerando-as posteriormente como parte integrante de sua doutrina, e eliminando os abusos em sua concessão, bem como fortalecendo sua prática.
O Concílio de Trento em seu decreto "Sobre as indulgências" (Sess. XXV) declara: "Na concessão de indulgências, o Concílio deseja que a moderação seja observada de acordo com o antigo costume aprovado da Igreja, contra a facilidade excessiva e o enfraquecimento da disciplina eclesiástica, e ainda mais, buscando corrigir os abusos que se infiltraram nesta … decreta que todo o ganho criminal ligado com ela deve ser considerado como uma fonte de abuso grave entre as pessoas cristãs, como outras doenças decorrentes da superstição, ignorância, irreverência, ou qualquer outra causa… o Concílio estabelece que cada bispo tem o dever de descobrir os abusos, tais como existem em sua própria diocese, trazê-los para o sínodo provincial, e denunciá-los, com o consentimento dos outros bispos, ao Romano Pontífice, em que será tomadas medidas com autoridade e prudência para o bem-estar da Igreja em geral, de modo que o benefício das indulgências possa ser concedido a todos os fiéis por meio de uma via piedosa, santa, e livre de corrupção".
Apesar das punições prescritas pelo Concílio de Trento e pelos sínodos provinciais, a ação dos comerciantes (quaestores) de indulgências continuou, o que foi considerado um escândalo pelo Concílio, que então ordenou que os quaestores deviam ser totalmente abolidos, e que as "indulgências e outros favores espirituais de que o fiel não deve ser privado", deviam ser dados pelos bispos de maneira gratuita, "de modo que todos pudessem finalmente compreender que estas tesouros celestes foram dispensados por causa da piedade e não do lucro" (Sess. XXI, c. ix). Em 1567, seguindo essa orientação conciliar, o Papa São Pio V cancelou todas as concessões de indulgências, envolvendo quaisquer taxas, ou outras transações financeiras.